# Оулавюр Йоуханн Сигюрдссон
Оулавюр Йоуханн Сигюрдссон (исл. Ólafur Jóhann Sigurðsson; 26 сентября 1918, хутор Хлид — 30 июля 1988, Рейкьявик) — исландский писатель и поэт. Представитель социального реализма. Автор пяти сборников рассказов, шести романов, двух повестей, четырёх книг для детей и четырёх стихотворных сборников. Его произведения переведены на 18 языков.
В 1976 году он получил Литературную премию Северного Совета за сборники поэзии.
В 1966 году в издательстве «Прогресс» вышел сборник рассказов «Ладья Исландии» (подписанный — О. Й. Сигурдссон). В 1984 году в серии «Мастера современной прозы» издательства «Радуга» вышла книга русских переводов его повестей «Игра красок земли» и «Письма пастора Бёдвара» и романов «Часовой механизм» и «Наваждение».
Сын Оулавюра Йоуханна Сигюрдссона, Оулавюр Йоуханн Оулавссон, также писатель.